# Сосна Ламберта
Сосна́ Ла́мберта (лат. Pínus lambertiána) — вид вечнозелёных деревьев рода Сосна семейства Сосновые.

## Распространение и экология
В естественных условиях растёт в западной части Северной Америки. Встречается в горных лесах вдоль горной цепи Сьерра-Невада в штатах Орегон, Невада, Калифорния и в северной части Мексики.

## Ботаническое описание

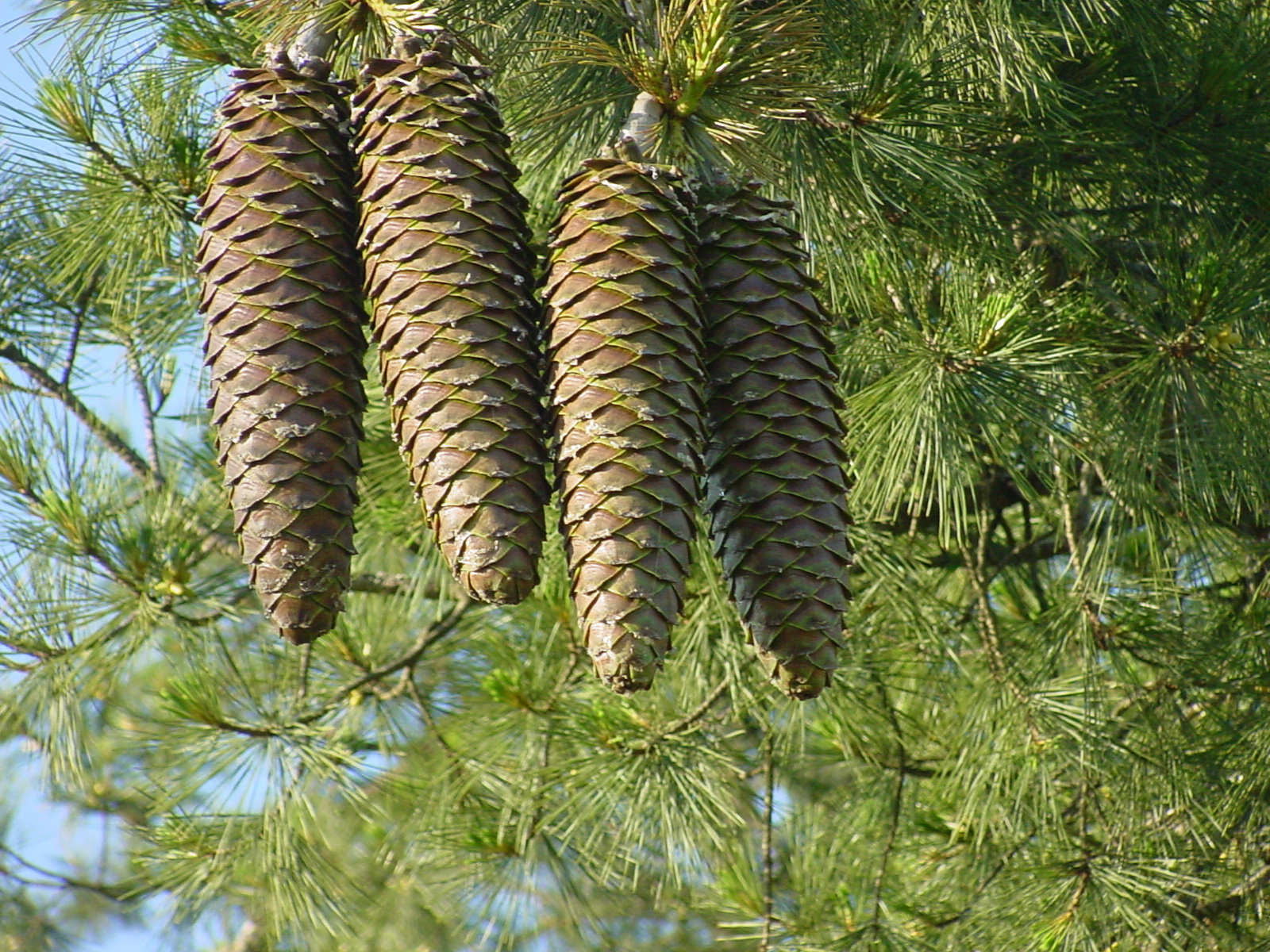

Крупное дерево высотой до 70 м (в исключительных случаях до 81 м) и диаметром до 1,2—1,8 м.
У этой сосны серовато-зелёные закрученные хвоинки, 12 см длиной.
В смоле содержится большое количество сахара, из-за чего в США сосну Ламберта называют ещё Sugar Pine — Сосна сахарная.
Отличается гигантскими шишками, в среднем 25—50 см длиной (размер отдельных шишек может доходить и до 66 см). Семена имеют размер 10—12 мм (то есть примерно такого же размера, как и у Сибирского кедра), съедобны.

## Название
Названа в честь английского ботаника Эйлмера Бурка Ламберта, исследователя и знатока видов рода Сосна.

## Значение и применение
Древесина устойчива против гниения, имеет хорошие механические свойства. В посадках и культуре поражается пузырчатой ржавчиной, вызываемой инвазионным для Америки грибом Cronartium ribicola.